# Ordre de l’Étoile d’Anjouan (Komoren)
Der Ordre de l’Étoile d’Anjouan (dt.: Orden des Sterns von Anjouan) ist ein Ehrenorden der Komoren. Ein Vorläufer wurde 1874 eingeführt und am 18. Juni 1892 durch den Sultan Said Ali bin Said Omar neu organisiert. Durch die französische Kolonisierung wurde der Orden erneut verändert und zum Kolonial-Orden Orden des Sterns von Anjouan umorganisiert und später abgeschafft.
1992 wurde in der République fédérale islamique des Comores (Jumhuriyat al-Qumur al-Itthadiyah al-Islamiyah) der Orden neu gestiftet.

## Geschichte
Seit der Gründung im 19. Jahrhundert hatte der Orden vier Klassen. 1896 wurde der Orden von den Franzosen übernommen, 1950 in Orden der französischen Übersee-Gebiete (fr. Ordre de la France d’Outre-mer) umbenannt und 1963 abgeschafft.

## Gegenwärtiger Orden
Der Ordre de l’Étoile d’Anjouan wurde 1992 unter Präsident Said Mohamed Djohar durch das Präsidialdekret n° 92-134/PR gestiftet. Großmeister des Ordens ist der Präsident der République des Comores.
Ein Rat des Ordens sorgt für die Gewährleistung seiner Funktionsfähigkeit und die Untersuchung von Fällen.
Die jährlichen Kontingente bestehen aus 10 Großkreuzen (grand croix), 20 Großoffizieren (grands officiers), 30 Kommandanten (commandeurs), 40 Offizieren (officiers) und 100 Rittern (chevaliers).
Komorer müssen einen Nachweis über fünf Jahre öffentlichen Dienst oder acht Jahre Berufstätigkeit vorlegen. Die Mindestdauer für Beförderungen beträgt 3 Jahre für die Beförderung zum Offizier, 2 Jahre für die Beförderung zum Kommandeur sowie für die Beförderung zu allen Würdenträgern. Fortschritt kann nur neue Leistungen belohnen.
Ausländer unterliegen besonderen Quoten und können in jeden Dienstgrad berufen werden.

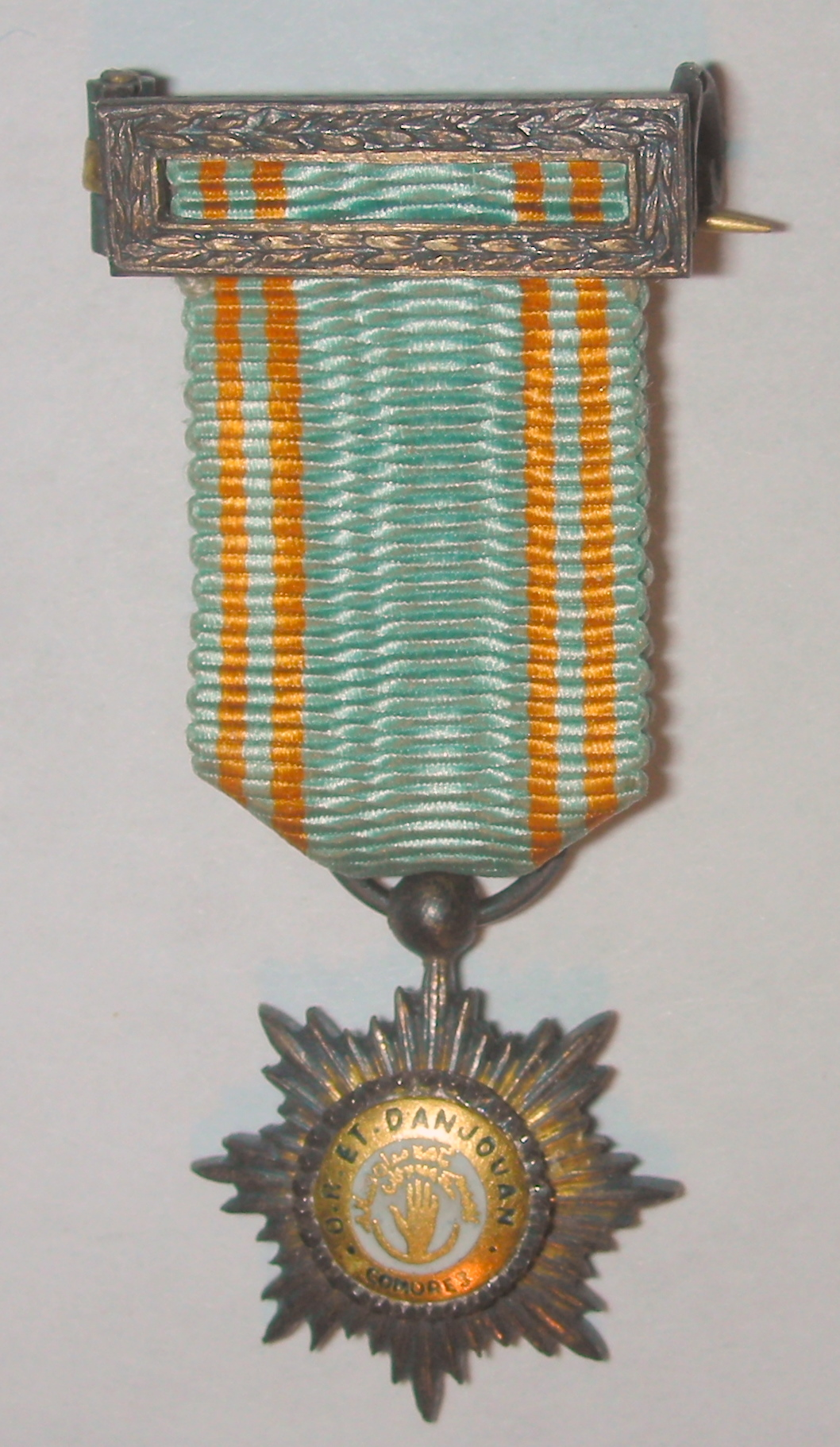
Chevalier
Chevalier
Officier
Commandeur
Grand officier
Grand-croix